# Luis Suárez (calciatore 1997)
Luis Javier Suárez Charris (Santa Marta, 2 dicembre 1997) è un calciatore colombiano, attaccante dello Sporting Lisbona.

## Carriera

### Club
Prodotto del settore giovanile dell'Itagui Leones, debutta in prima squadra all'età di 17 anni, il 5 ottobre 2015, subentrando nel secondo tempo della partita di Categoría Primera B persa per 3-1 in casa dell'América de Cali. Colleziona 8 presenze in prima squadra.
Il 1º marzo 2016 passa in prestito al Granada, che lo inserisce nella propria squadra riserve, militante in Segunda División B.
Il 17 luglio 2017 viene prestato al Real Valladolid B, in Segunda División B, dove segna 11 gol. Il 9 luglio 2018 viene girato in prestito al Gimnàstic, squadra di Segunda División. Esordisce con il club il 20 agosto 2018, sostituendo Tete Morente nel secondo tempo della partita pareggiata per 1-1 in casa contro il Tenerife; il 7 ottobre segna il primo gol con la squadra, quello del definitivo pareggio (1-1) contro il Cadice.
Il 21 giugno 2019 viene prestato al Real Saragozza, in Segunda División, dove segna 19 gol, laureandosi capocannoniere del campionato cadetto. Non gioca i play-off, dato che il suo prestito termina prima.
Il 2 ottobre 2020 torna al Granada con contratto quinquennale.
Il 18 luglio 2022 viene acquistato dall'Olympique Marsiglia, con cui disputa 11 partite di Ligue 1 segnando 3 reti. Il 5 dicembre seguente viene ceduto in prestito all'Almería, club della massima serie spagnola.
Il 28 luglio 2025 viene acquistato dallo Sporting Lisbona per 22 milioni+5 di bonus, sostituendo il partente Viktor Gyökeres, firmando un contratto quinquennale con il club portoghese e con una clausola rescissoria da 80 milioni di euro.

### Nazionale
Tra il 2020 ed il 2022 ha giocato complessivamente 4 partite con la maglia della nazionale colombiana.

## Statistiche

### Presenze e reti nei club
Statistiche aggiornate al 4 gennaio 2025.
| Stagione        | Squadra             | Campionato      | Campionato | Campionato | Coppe nazionali | Coppe nazionali | Coppe nazionali | Coppe internazionali | Coppe internazionali | Coppe internazionali | Altre coppe | Altre coppe | Altre coppe | Totale | Totale |
| Stagione        | Squadra             | Comp            | Pres       | Reti       | Comp            | Pres            | Reti            | Comp                 | Pres                 | Reti                 | Comp        | Pres        | Reti        | Pres   | Reti   |
| --------------- | ------------------- | --------------- | ---------- | ---------- | --------------- | --------------- | --------------- | -------------------- | -------------------- | -------------------- | ----------- | ----------- | ----------- | ------ | ------ |
| 2016-2017       | Granada B           | SDB             | 35         | 5          | -               | -               | -               | -                    | -                    | -                    | -           | -           | -           | 35     | 5      |
| 2017-2018       | Real Valladolid B   | SDB             | 34         | 11         | -               | -               | -               | -                    | -                    | -                    | -           | -           | -           | 34     | 11     |
| 2018-2019       | Gimnàstic           | SD              | 36         | 6          | CR              | 1               | 0               | -                    | -                    | -                    | -           | -           | -           | 37     | 6      |
| 2019-2020       | Real Saragozza      | SD              | 38         | 19         | CR              | 1               | 0               | -                    | -                    | -                    | -           | -           | -           | 39     | 19     |
| 2020-2021       | Granada             | PD              | 27         | 5          | CR              | 2               | 0               | UEL                  | 8                    | 2                    | -           | -           | -           | 37     | 7      |
| 2021-2022       | Granada             | PD              | 37         | 8          | CR              | 1               | 0               | -                    | -                    | -                    | -           | -           | -           | 38     | 8      |
| Totale Granada  | Totale Granada      | Totale Granada  | 64         | 13         |                 | 3               | 0               |                      | 8                    | 2                    |             | -           | -           | 75     | 15     |
| 2022-gen.2023   | Olympique Marsiglia | L1              | 7          | 3          | CF              | 0               | 0               | UEL                  | 4                    | 0                    | -           | -           | -           | 11     | 3      |
| gen.-giu.2023   | Almería             | PD              | 21         | 4          | CR              | 0               | 0               | -                    | -                    | -                    | -           | -           | -           | 21     | 4      |
| 2023-2024       | Almería             | PD              | 15         | 6          | CR              | 0               | 0               | -                    | -                    | -                    | -           | -           | -           | 15     | 6      |
| 2024-2025       | Almería             | SD              | 39         | 27         | CR              | 2               | 4               | -                    | -                    | -                    | -           | -           | -           | 41     | 31     |
| Totale Almeria  | Totale Almeria      | Totale Almeria  | 75         | 37         |                 | 2               | 4               |                      | -                    | -                    |             | -           | -           | 77     | 41     |
| Totale carriera | Totale carriera     | Totale carriera | 287        | 94         |                 | 7               | 4               |                      | 12                   | 2                    |             | -           | -           | 308    | 100    |

### Cronologia presenze e reti in nazionale
| Cronologia completa delle presenze e delle reti in nazionale ― Colombia | Cronologia completa delle presenze e delle reti in nazionale ― Colombia | Cronologia completa delle presenze e delle reti in nazionale ― Colombia | Cronologia completa delle presenze e delle reti in nazionale ― Colombia | Cronologia completa delle presenze e delle reti in nazionale ― Colombia | Cronologia completa delle presenze e delle reti in nazionale ― Colombia | Cronologia completa delle presenze e delle reti in nazionale ― Colombia | Cronologia completa delle presenze e delle reti in nazionale ― Colombia |
| Data                                                                    | Città                                                                   | In casa                                                                 | Risultato                                                               | Ospiti                                                                  | Competizione                                                            | Reti                                                                    | Note                                                                    |
| ----------------------------------------------------------------------- | ----------------------------------------------------------------------- | ----------------------------------------------------------------------- | ----------------------------------------------------------------------- | ----------------------------------------------------------------------- | ----------------------------------------------------------------------- | ----------------------------------------------------------------------- | ----------------------------------------------------------------------- |
| 17-11-2020                                                              | Quito                                                                   | Ecuador                                                                 | 6 – 1                                                                   | Colombia                                                                | Qual. Mondiali 2022                                                     | -                                                                       | 86’                                                                     |
| 2-2-2022                                                                | Buenos Aires                                                            | Argentina                                                               | 1 – 0                                                                   | Colombia                                                                | Amichevole                                                              | -                                                                       | 57’ 77’                                                                 |
| 29-3-2022                                                               | Ciudad Guayana                                                          | Venezuela                                                               | 0 – 1                                                                   | Colombia                                                                | Qual. Mondiali 2022                                                     | -                                                                       | 64’                                                                     |
| 5-6-2022                                                                | Murcia                                                                  | Arabia Saudita                                                          | 0 – 1                                                                   | Colombia                                                                | Amichevole                                                              | -                                                                       | 46’                                                                     |
| 6-6-2025                                                                | Barranquilla                                                            | Colombia                                                                | 0 – 0                                                                   | Perù                                                                    | Qual. Mondiali 2026                                                     | -                                                                       | 46’                                                                     |
| Totale                                                                  |                                                                         | Presenze                                                                | 5                                                                       |                                                                         | Reti                                                                    | 0                                                                       |                                                                         |

## Palmarès

### Individuale
- Capocannoniere della Segunda División: 1

2024-2025 (27 reti)